# Natalie Maag
Natalie Maag, född 29 november 1997 i Wetzikon, är en schweizisk rodelåkare.

## Karriär
Maag tävlade för Schweiz vid olympiska vinterspelen 2022 i Peking, där hon slutade på nionde plats i damernas singel.